# Elisabet Nemert

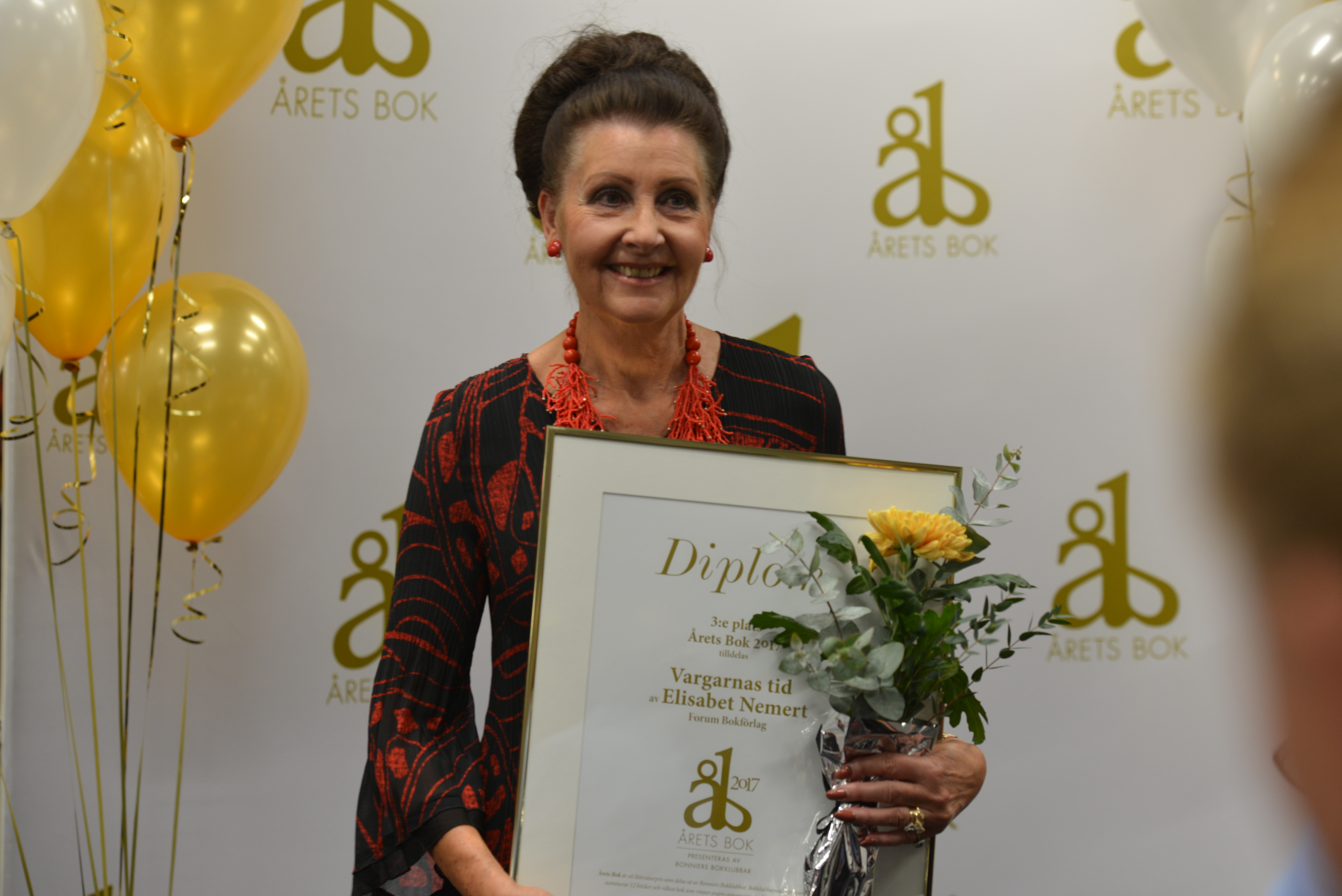
Elisabet Nemert vid prisutdelningen av Bonnier bokklubbars pris Årets bok på Bokmässan i Göteborg den 29 september 2017 där hon kom på 3:e plats med boken Vargarnas tid.

Elisabet Sofia Nemert, född 12 februari 1950 i Stockholm, är en svensk författare. Hennes böcker är översatta till sex språk. Bortom stjärnan har sålt i 75 000 exemplar i Sverige.

## Biografi
Nemert är uppvuxen i Stockholm men bosatt i Sollentuna kommun. Hon är gift med tandläkaren Per Gålnander och har två döttrar.
Nemert har en bakgrund som adjunkt på högstadiet och gymnasiet. Hon undervisade i svenska, historia och filmvetenskap. Under den perioden skrev hon ett stort antal  läromedel framför allt för skolan, i ämnen som religion och konflikthantering.
Efter romanen Bortom stjärnan, som blev en succé, övergav hon läraryrket för att skriva på heltid. Hennes första sju skönlitterära böcker har handlingen förlagd till en historisk miljö. Det har sagts att hon "skriver i Marianne Fredrikssons anda och förenar spännande intriger med djup och livsvisdom". Andra kritiker har kommenterat hennes "nitiskt förklarande, adjektiv- och adverbspäckade språk".

### Skönlitterära böcker
- 2002 – Bortom stjärnan
- 2003 – Den vita liljan
- 2005 – Rovfåglarnas tid
- 2007 – Vindarnas ö
- 2009 – Ödets hav
- 2011 – Ljusets dotter
- 2013 – Röd Måne
- 2014 – Ringens gåta
- 2016 – Vargarnas tid[6]
- 2018 – Blå längtan
- 2020 – Älvornas kulle
- 2022 – Drömmarnas flod
- 2024 - I skuggan av det förflutna

### Läroböcker (i samarbete med andra författare)
- 1991 – Medvind, Antologi 1
- 1992 – Medvind, Antologi 2
- 1992 – Medvind, Lärobok 1
- 1993 – Medvind, Lärobok 2
- 1993 – Medvind, Klassikerboken
- 1993 – Medvind, Fantasi och tanke 1
- 1993 – Medvind, Språkträning 1
- 1994 – Medvind, Fantasi och tanke 2
- 1994 – Medvind, Språkträning 2
- 1994 – Medvind, Medvind 3
- 1996 – Dialog Språk Läsa Tala Skriva
- 1998 – PULS Religionskunskap 4-6

### Övriga verk
- 1997 – Öppna för samtal
- 2004 – Filmboken
- 1995 – Filmantalogi del 1: Svenska klassiker
- 1995 – Filmantalogi del 2: Internationella klassiker